# Akromegalija
Akromegalíja je bolezen, ki jo povzroča čezmerno izločanje somatotropina oziroma rastnega hormona po končani telesni rasti in jo označuje povečanje organov in akrov. Začetni znak so značilno nesorazmerno velike dlani in stopala, lahko pa pride tudi do pretirane rasti čelnice, čeljusti in nosu. Simptomi lahko zajemajo bolečine v sklepih, zadebelitev kože, poglobitev glasu, glavobole in težave z vidom. Če posameznik zboli že v obdobju rasti, lahko doseže izjemno telesno višino, in v tem primeru govorimo o gigantizmu. Nezdravljena bolezen vodi v zaplete različnih organskih sistemov in lahko povzroči, na primer sladkorno bolezen tipa 2, apnejo med spanjem in povišan krvni tlak.
Akromegalija je praviloma posledica prekomernega izločanja rastnega hormona iz možganskega priveska (hipofize) in pri več kot 95 % bolnikov jo povzroča benigni tumor možganskega priveska, imenovan adenom hipofize, ki pa ni deden. Le v redkih primerih je vzrok tumor v kakem drugem delu telesa. Diagnoza temelji na določanju plazemske koncentracije rastnega hormona po tem, ko bolni zaužije raztopino glukoze, ali plazemske koncentracije inzulinu podobnega rastnega dejavnika 1. Če krvni testi potrdijo sum, sledi slikanje možganskega priveska za potrditev prisotnosti morebitnega adenoma.
Pristopi zdravljenja zajemajo kirurško odstranitev tumorja, zdravljenje z obsevanjem ter uporabo zdravil. Kirurška odstranitev je praviloma zdravljenje prvega izbora in hkrati najučinkovitejši pristop, kadar je tumor manjši. Če operativni poseg ni učinkovit, se lahko uporabijo zdravila iz skupin analogov somatostatina ali zaviralcev receptorjev za rastni hormon. Učinek obsevanja je običajno veliko postopnejši v primerjavi s kirurško odstranitvijo tumorja ali uporabo zdravil. Če bolezen ni zdravljena, je pričakovano preživetje bolnika 10 let ali manj, ob uspešnem zdravljenju pa je pričakovana življenjska doba primerljiva z življenjsko dobo splošne populacije.
Akromegalija prizadene okoli 6 ljudi na 100.000 in jo najpogosteje diagnosticirajo pri posameznikih v srednjem življenjskem obdobju. Razširjenost bolezni je podobna pri obeh spolih. Bolezen je prvi opisal Nicolas Saucerotte leta 1772. Izraz izvira iz grških besed ἄκρον akron, ki pomeni 'okončina', in μέγα mega v pomenu 'velik'.

## Znaki in simptomi
Znaki in simptomi, ki so posledica visokih ravni rastnega hormona ali večanja tumorja, zajemajo:
- rast mehkega tkiva dlani, stopalo, nosu, ustnic, uhljev
- zadebelitev kože
- razrast mehkega tkiva notranjih organov, zlasti srca s posledično oslabitvijo njegovega mišičja in ledvic
- poglobitev glasu zaradi povečanja glasilk
- splošna prekomerna rast lobanjskih struktur
- izbočenje predela čela, kjer so obrvi
- izbočenje spodnje čeljustnice in povečanje jezika ter medzobnih prostorov
- čezmerna poraščenost (hipertrihoza), obarvanost (hiperpigmentacija) in potenje (hiperhidroza) kože[8]:499
- enostavni papilomi kože (pecljati izrastki)

- V primerjavi z zdravim posameznikom (leva slika), je dlan bolnika z akromegalijo povečana z razširjenimi, odebeljenimi prsti ter s povečanjem mase mehkega tkiva
- Čezmerna rast spodnje čeljustnice povzroči prognatizem, povečanje medzobnih prostorov in nepravilen griz
- Izbočenje čela in predela obrvi ostane tudi po uspešni odstranitvi tumorja in normalizaciji mase mehkega tkiva
- Povečanje prostorov med spodnjimi zobmi zaradi prekomerno povečane spodnje čeljustnice pri bolniku z akromegalijo

### Zapleti
- hud glavobol
- artritis in sindrom karpalnega kanala
- povečanje srca
- jetrna fibroza in hiperplazija žolčnih vodov
- povišan krvni tlak
- sladkorna bolezen (prekomerne ravni rastnega hormona vodijo v odpornost tkiv proti inzulinu)
- srčno popuščanje
- ledvično popuščanje
- rak debelega črevesa in danke[9]
- motnje vida zaradi stisnjenja (kompresije) optične hiazme (značilna je bitemporalna hemianopija, izpad vida na obeh zunanjih polovicah vidnega polja)
- prekomerno potenje dlani in tvorba loja na obrazu (seboreja) kot posledici aktivnega tumorja možganskega priveska, ki izloča prekomerne količine rastnega hormona (spremljanje omenjenih simptomov lahko pomaga tudi pri spremljanju učinka kirurške odstranitve tumorja, vendar pa ne more nadomestiti biokemijskega spremljanja stanja bolnika)